# Erik Segersäll
För skärgårdsfregatterna, se HMS Erik Segersäll.
Erik Segersäll (fornnordiska: Eiríkr inn sigrsæli Bjarnarson, av Adam av Bremen på latin kallad Hericus rex Victor), död 995, var en svensk kung mellan omkring 970 och 995 som sannolikt även styrde en tid över Danmark. Han är en av de första svenska kungar som man vet något bestämt om och Sveriges kungalängd brukar därför inledas med honom. Erik kan ha rått över Svealand, Västergötland och Östergötland och han brukar anses vara den som grundade staden Sigtuna.

## Regeringstid
De källor som berättar om Erik Segersälls regering är främst isländska sagor, Saxo Grammaticus (Gesta Danorum) och Adam av Bremens krönika.

### Slaget vid Fyrisvallarna

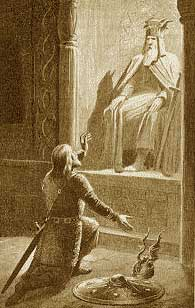
Erik Segersäll ber till Oden inför slaget vid Fyrisvallarna. Illustration av Jenny Nyström ur Agnes Ekermanns Från Nordens forntid: Fornnordiska sagor bearbetade på svenska (1895).

Enligt isländsk sagalitteratur (Flatöboken) ska han vid tillträdet ha samregerat med sin yngre broder Olof. Olof ska dock ha dött ung och Erik blivit ensam kung. Enligt sentida sagor ska Olof lämnat efter sig en son vid namn Styrbjörn som hävdade sin fars rätt till tronen. Erik vägrade erkänna denna rätt, men gav Styrbjörn utrustade skepp. Styrbjörn seglade mot Danmark och blev efter en tid jomsvikingarnas hövding. Med sina allierade ska Styrbjörn någon gång kring 985 begett sig mot Sverige för att avsätta Erik. Väl framme ska Styrbjörn ha bränt sina skepp för att hindra sina egna män från att fly. Erik och Styrbjörn ska sedan ha mötts i det tre dagar långa slaget vid Fyrisvallarna. Styrbjörn ska ha stupat och Erik stått som segrare, varvid han fick tillnamnet ”Segersäll”. Enligt Snorre ska slaget ha inletts med att Erik slungade ett spjut mot sina fiender och ropade "Oden äger er alla" (Odin a ydyr alla).

### Erövring av Danmark
Strax efter slaget vid Fyrisvallarna ska Erik också ha fördrivit den danske kungen Sven Tveskägg ur Danmark och regerat över detta rike till sin död. I Danmark ska han någon gång under tiden 990–992 ha övergått till kristendomen och låtit döpa sig, men strax därefter ha återgått till asatron. Källorna till dessa påståenden är Adam av Bremen och Saxo Grammaticus, och den förstnämnde anger att han fick information om detta från den danske kungen Sven Estridsen. Detaljerna kring Adam av Bremens uppgifter om den svenska erövringen av Danmark har ifrågasatts, men historikern Sture Bolin menar dock att Adam av Bremens källor trots allt är trovärdiga. En av Adams källor är kung Sven Estridssons muntliga berättelser, och i dessa förekommer uppgiften om Eriks seger över Sven och herravälde i Danmark. Av andra personer hörde Adam omtalas, att Erik kämpade mot och besegrades av Otto III. Sture Bolin menar, att sådana strider nästan bör förutsätta att Erik Segersäll härskat i Danmark, och att man därför måste konstatera, "att Eriks välde över Danmark omtalats av två av varandra oberoende källor och alltså måste anses vara historiskt styrkt".  Eriksstenen, troligen rest omkring år 995, är ristad med vad Ludvig Wimmer har tolkat som en möjlig beskrivning av en attack på Hedeby utförd av kung Sven Tveskägg mot de svenska försvararna som hade ockuperat Hedeby efter Erik Segersälls erövring av Danmark.
Erik Segersäll dog antingen på hösten 994 eller vintern 995 i sjukdom (sotdöden) på kungsgården i Gamla Uppsala och efterträddes av sin son Olof Skötkonung.

## Äktenskap
Erik Segersäll var gift med antingen Sigrid Storråda, dotter till västgötska stormannen Skoglar-Toste, eller Świętosława (också känd som Gunhild) av Polen, dotter till furst Mieszko I av Polen.
Källorna är oense om vem som var Eriks drottning och vilken av de ovannämnda kvinnorna som anses vara mest trovärdig beror helt på hur man värderar källornas tillförlitlighet. De isländska källorna och Saxo Grammaticus i Gesta Danorum hävdar att det var Sigrid Storråda och hon får mycket utrymme i deras berättelser. Thietmar av Merseburg och Adam av Bremen anger däremot att han var gift med en icke namngiven slavisk prinsessa, syster eller dotter till Boleslav. Även Snorre Sturlasson nämner en slavisk prinsessa vid namn Gunhild. Äktenskapet var ett tecken på ett förbund mellan Erik och Boleslav riktat mot den danske kungen Harald Blåtand. Om han med Boleslav menar den polske kungen Boleslav I blir det problem eftersom denne regerade efter Harald Blåtands död.
Enligt Ingvar den vittfarnes saga skall Erik dessutom ha varit gift med Aud Håkansdotter. Han skall då sedan tidigare även haft en dotter som blev farmor till Ingvar. Vissa historiker har även velat tillskriva honom faderskapet till den Holmfrid som Olof Skötkonung gifte bort med den norske jarlen Sven Håkonsson, men som av Snorre anges som dotter till Olof.

### Barn
1. Olof Skötkonung
2. Möjligen Holmfrid [6]
3. Möjligen ytterligare en dotter